# セクストゥス・ユリウス・セウェルス
セクストゥス・ユリウス・セウェルス（本名:Gnaius Minicius Faustinus Sextus Julius Severus）はハドリアヌス治世下のローマ帝国の政治家。パトリキに属した。
120年から126年までセウェルスはパンノニアのさまざまな軍職に就き、そこで高い軍事的能力を示した。126年、上ダキアの総督、ついで127年、補充執政官に任命。128年からおそらく131年までモエシア・インフェリオル属州の総督を務め、131年ごろブリタンニアの総督に任命される。ブリタンニア総督であった時期、すでに始まっていたハドリアヌスの長城建設を推進した。フロントMarcus Cornelius Frontoの文章によると、「そのころ犠牲者が多く出た」とあり、長城建設中に古代の通商路が塞がれることになったことから衝突が生じたことがその文言によって示唆され、制圧のためハドリアヌスが有能な将軍であるセウェルスを派遣したと推測されている。
134年末、一説には135年初め、ここでもおそらくセウェルスの高い軍事手腕を理由に、ユダヤ属州の元首属州総督に任命される。前任者クィントゥス・ティネイウス・ルフスQuintus Tineius Rufusが統治していた132年、バル・コクバの乱が起こった。ティネイウス・ルフスは反乱を鎮圧できず、シメオン・バル・コクバの率いるユダヤ人らによりエルサレムの占拠が続き、ハドリアヌスはユダヤ鎮圧のためセウェルスなど配下最強の将軍を送り込んだ。セウェルスは135年、エルサレムで反乱軍を破り、バル・コクバらはベタル砦に立てこもったが、セウェルスはベタル砦を包囲して陥落させ、バル・コクバら反乱軍は全員が処刑された。この結果ユダヤ人の多数がユダヤ属州を離れ、属州の名前もユダヤからシュリア・パラエスティナ属州へと変更された。セウェルスは凱旋式を行い、しばらくの間ひきつづき属州の総督にあった。
セウェルスの業績を記した碑文に基づけば、セウェルスはシュリア・パラエスティナ属州のあとシュリア属州の元首属州総督も務めたと考えられている。碑文中ではハドリアヌスに「神君」の称号が冠せられていないため、この任命はハドリアヌスの生前すなわち138年以前に行われたとみられる。ただしこの任命自体を疑問視する説もあり、碑文中の「シュリア」はシュリア・パラエスティナのことだともいう。